# La Voix acadienne
La Voix acadienne est le seul journal francophone de l'Île-du-Prince-Édouard et a été créé afin de permettre à la communauté acadienne de l'Île d'avoir son propre moyen de communication.

## Histoire
À l'origine, La Voix acadienne est née d'un projet de publication d'un journal francophone dans le cadre du service communautaire étudiant par la Société Saint-Thomas-d'Aquin. Le premier numéro de ce journal étudiant est lancé le 27 juin 1975, 60 ans après la disparition du dernier journal de langue française de l'Île, L'Impartial, en 1915. Cinq éditions sortent durant l'été 1975.
Ce bulletin est ensuite remplacé par La Voix acadienne proprement dite, d'abord sous une forme mensuelle à partir de l'automne 1975, puis sous la forme actuelle d'un hebdomadaire à partir du 30 juin 1976. 
La philosophie du journal est résumée par cet extrait de l'article publié à la une du premier numéro : 
« Le journal est la parole et la nouvelle écrite. LA VOIX ACADIENNE sera la parole et la nouvelle des Acadiens et francophones de l'Île. Par ce moyen, nous pourrons mieux nous connaître, mieux nous informer, mieux nous comprendre, mieux connaître les besoins et les aspirations des nôtres et mieux collaborer à réaliser ces aspirations. Soyons fiers de retrouver nos nouvelles, notre culture, nos paroles, nos activités, nos projets, nos rêves, nos ambitions, nos difficultés et nos droits exprimés à notre manière par nous-mêmes dans ce journal à nous qu'est LA VOIX ACADIENNE. »
La Voix acadienne est affilié à l'Association de la presse francophone qui regroupe des journaux canadiens de langue française à l'extérieur du Québec.